# Daisy Vandenkerckhove
Daisy Vandenkerckhove is een personage uit de soap Thuis dat gespeeld werd door Daisy Thys van 2006 tot 2008.

## Fictive biografie
Daisy werkt bij de Fit & Fun. Cois Pelckmans heeft een oogje op haar, maar zij moet niets van hem weten. Cois is aangeslagen na de afwijzing, maar legt het snel weer bij. Later stelt Daisy haar vriendin Julia Van Capelle aan Cois voor. Zij kunnen het wel goed met elkaar vinden en vertellen alles aan elkaar. Later starten ze ook een relatie met elkaar.
Wanneer de Fit & Fun wordt overgelaten, moet ze nieuw werk zoeken en verlaat ze de serie.